# صوفيا سميث غيلر
صوفيا سميث غيلر (من مواليد 1 يونيو 1994) هي صحفية رقمية بريطانية ومؤلفة ومؤثرة على تيك توك. تم اختيارها كواحدة ضمن قائمة فوربس 30 تحت 30 عامًا للتسويق والإعلام في أوروبا عام 2022، وتم إدراجها في القائمة المختصرة في قائمة مجلة فوغ البريطانية لأفضل 25 امرأة مؤثرة في المملكة المتحدة.

### حياتها نشأتها والتعليم
ولدت صوفيا لأب إنجليزي وأم من أصل إيطالي. نشأت وهي تغني في كنيسة القديس بطرس الإيطالية في كليركينويل. التحقت بكلية سانت ماري بجامعة دورهام حيث تخرجت بدرجة علمية في اللغتين الإسبانية والعربية عام 2016 قبل أن تدرس للحصول على درجة الماجستير في الصحافة الإذاعية في جامعة سيتي في لندن.